# Jacques-André Mallet
Pour les autres membres de la famille, voir Famille Mallet.
Jacques-André Mallet, né le 23 septembre 1740, est un astronome genevois,  fondateur du premier observatoire de Genève en 1772 et professeur honoraire (sans traitement) à  l'Académie de Genève dès 1771. Il fut directeur de l'Observatoire de 1772 à 1790.

## Biographie
Fils de Jean-Robert Mallet, officier au service de la France, et de Dorothée Favre, il a étudié à l'Académie de Genève, où il fut l'élève du mathématicien Louis Necker (le frère de Jacques Necker). Il a ensuite travaillé avec Daniel Bernoulli à Bâle, qui le recommanda comme astronome auprès de l'impératrice Catherine II. 
Avec son beau-frère Jean-Louis Pictet (de), il s'est rendu en 1768 en Laponie pour observer le transit de Vénus du 3 juin 1769. Il participa ainsi, dans un observatoire de fortune construit pour l'occasion à Ponoï, à la détermination de la parallaxe moyenne du Soleil, qui permet de calculer la distance de la Terre au Soleil.
De retour à Genève, Mallet a sollicité, et obtenu, du Conseil de Genève l'autorisation de construire un Observatoire sur une partie des fortifications de la ville (1771), Observatoire qu'il dut équiper en partie à ses frais. Ses nombreuses observations, effectuées à l'aide de ses assistants Marc-Auguste Pictet et Jean Trembley, portent sur les éclipses de Soleil et de Lune, sur le suivi des satellites de Jupiter, sur les occultations d'étoiles, sur les planètes, les comètes, les taches solaires.
Jacques-André Mallet s'est retiré à Avully, dans la campagne genevoise, en 1786. Après sa mort, ses instruments ont été rachetés par la Société des Arts de Genève et donnés par elle à l'Observatoire. 

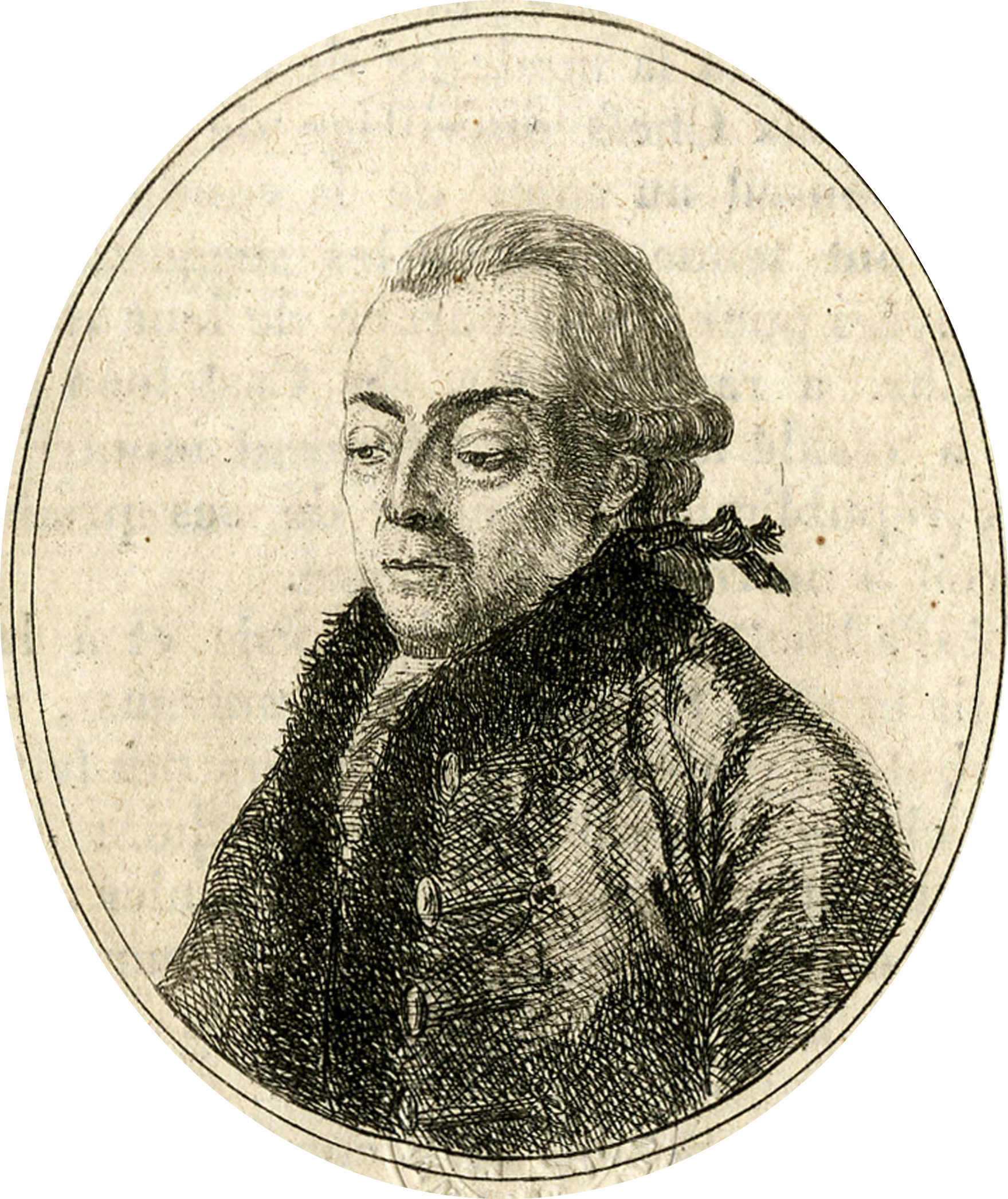

Il fut correspondant de l'Académie des sciences de Paris (1772) et membre honoraire de l'Académie de Saint-Pétersbourg (1776).